# Philippe Plisson
Philippe Plisson (* 12. Januar 1951 in Saint-Caprais-de-Blaye, Département Gironde) ist ein französischer Politiker. Er ist seit 2007 Abgeordneter der Nationalversammlung.
Plisson arbeitete nach dem Abschluss des Studiums als Lehrer in Marillac-le-Franc (Département Charente) und in Saint-Ciers-sur-Gironde. Er trat 1977 der Parti socialiste (PS) bei und war 1978 am Wahlkampf von Bernard Madrelle beteiligt, dem der Einzug ins Parlament gelang. Philippe Madrelle, der 1980 zum Senator gewählt wurde, schlug Plisson vor, regionale Ämter anzunehmen, und stellte ihm andere aufstrebende Politiker dieser Zeit vor. 1983 wurde er zum Bürgermeister seines Geburtsorts Saint-Caprais-de-Blaye gewählt. Im Jahr 1998 wurde er sowohl in den Generalrat des Départements Gironde als auch in den Regionalrat von Aquitanien gewählt. Aus dem Regionalrat zog er sich 2001 wieder zurück. Nachdem Bernard Madrelle bei den Parlamentswahlen 2007 nicht zur Wiederwahl antrat, übernahm Plisson die sozialistische Kandidatur im elften Wahlkreis des Départements Gironde und zog in die Nationalversammlung ein. 2012 wurde er wiedergewählt.